# Heinz-Erhardt-Park
Der Heinz-Erhardt-Park ist ein kleiner Hain im Hamburger Stadtteil Wellingsbüttel.  Anlässlich des 100. Geburtstages und zu Ehren des 1979 verstorbenen deutschen Dichters, Entertainers, Musikers und Schauspielers Heinz Erhardt wurde das kleine Waldstück am Pfeilshofer Weg nach ihm benannt. Der Beschluss der Bezirksversammlung und die nachfolgende Bekanntgabe durch das Bezirksamt Wandsbek erfolgte 2009, die Umbenennung und der Festakt im Festsaal des benachbarten Seniorenheims am Rabenhorst folgten ein Jahr später im Jahr 2010. Heinz Erhardt wohnte mit seiner Familie über drei Jahrzehnte bis zu seinem Tod in der Nähe der Grünanlage.

## Lage und Fläche
Der etwa 2,7 Hektar große Waldpark befindet sich nur wenige Gehminuten östlich des S-Bahnhofs Wellingsbüttel zwischen der Saseler Chaussee und dem Bahnhof, nördlich am Ende der Straße Rabenhorst und südlich am Ende der Straße Pfeilshofer Weg. Zuwege gibt es vom Pfeilshofer Weg, der Straße Rabenhorst und der Saseler Chaussee. Der Park ist barrierefrei.

## Ausstattung
Der Park ist naturbelassen und besteht überwiegend aus Bäumen und typischer Randbepflanzung wie Farngruppen, Pilzen und Funkien. Die Wege, an denen sich einige Bänke aus Holz befinden, führen zu den umgebenden Straßen. Einen Spielplatz gibt es nicht. Hunde ohne Leinenpflcht dürfen auf den Wegen frei laufen. Zur Erinnerung an den Namensgeber wurden einige Stelen mit seinem Bildnis, Geburts- und Sterbejahr sowie bekannten Versen und Zitaten des Dichters aufgestellt. Zu lesen sind die Verse: „Das Naßhorn“, „Die Nase“, „Die Zelle“, „Warum die Zitronen sauer wurden“ und die Tafel „Noch´n Gedicht“ mit drei weiteren kurzen Versen. Die silberfarbenen Stelen befinden sich gut sichtbar an den Wegen und sind im Park verteilt.

## Verkehrsanbindung
S-Bahnhof Wellingsbüttel, Bus-Linie 8, Haltestelle Pfeilshofer Weg